# Battista Parini
Battista Parini (datas desconhecidas) foi um ciclista italiano. Representado o seu país, ele competiu nos 100 km durante os Jogos Olímpicos de 1908 em Londres, no Reino Unido, mas não terminou.